# Marquee Theatre
Marquee Theatre is een groot theater in de Amerikaanse stad Tempe. Het gebouw bevindt zich op Mill Avenue, naast het Tempe Town Lake en tegenover de Mill Avenue-bruggen. Het theater wordt veel gebruikt voor rockmusici en bands. Ook worden er regelmatig zalen verhuurd aan de dichtbijgelegen Arizona State University. 
Marquee Theatre is eigendom van Lucky Man Concerts. 